# Amphithéâtre romain de Bénévent
Le site de l'amphithéâtre romain de Bénévent est constitué des vestiges de amphithéâtre romain situé près du pont Leproso dans la périphérie de Bénévent, province de Bénévent en Campanie,.
Des sources historiques suggèrent qu'elle existait en l'an 63, car Néron fut témoin d'un spectacle de gladiateurs dans la ville. Les restes du bâtiment ont été retrouvés en 1985 et une partie est enterrée sous la voie ferrée Benevento-Cancello.

## Historique
Un épisode qui s'est probablement déroulé dans l'amphithéâtre redécouvert est rapporté par Tacite : en 63 apr. J.-C., l'empereur romain Néron, après avoir donné un spectacle à Naples, se dirigeait vers la Grèce. Vatinius de Bénévent, ancien cordonnier qui avait rapidement acquis une place de choix à la cour impériale, voulait montrer sa munificence en organisant un spectacle de gladiateurs dans la ville en l'honneur de l'empereur. 
À Bénévent, il est largement attesté que les munera gladiatoria étaient régulièrement pratiquées. De plus, dans la ville il devait y avoir une des branches du Ludus Magnus, la plus importante école de gladiateurs : une épigraphe funéraire commémore deux rétiaires qui en faisaient partie.
Jusqu'au XIXe siècle, la plupart des érudits reconnaissaient à tort l'amphithéâtre de Bénévent comme le théâtre romain de Bénévent. Le malentendu a été définitivement clarifié par Almerico Meomartini (it).

## Archéologie

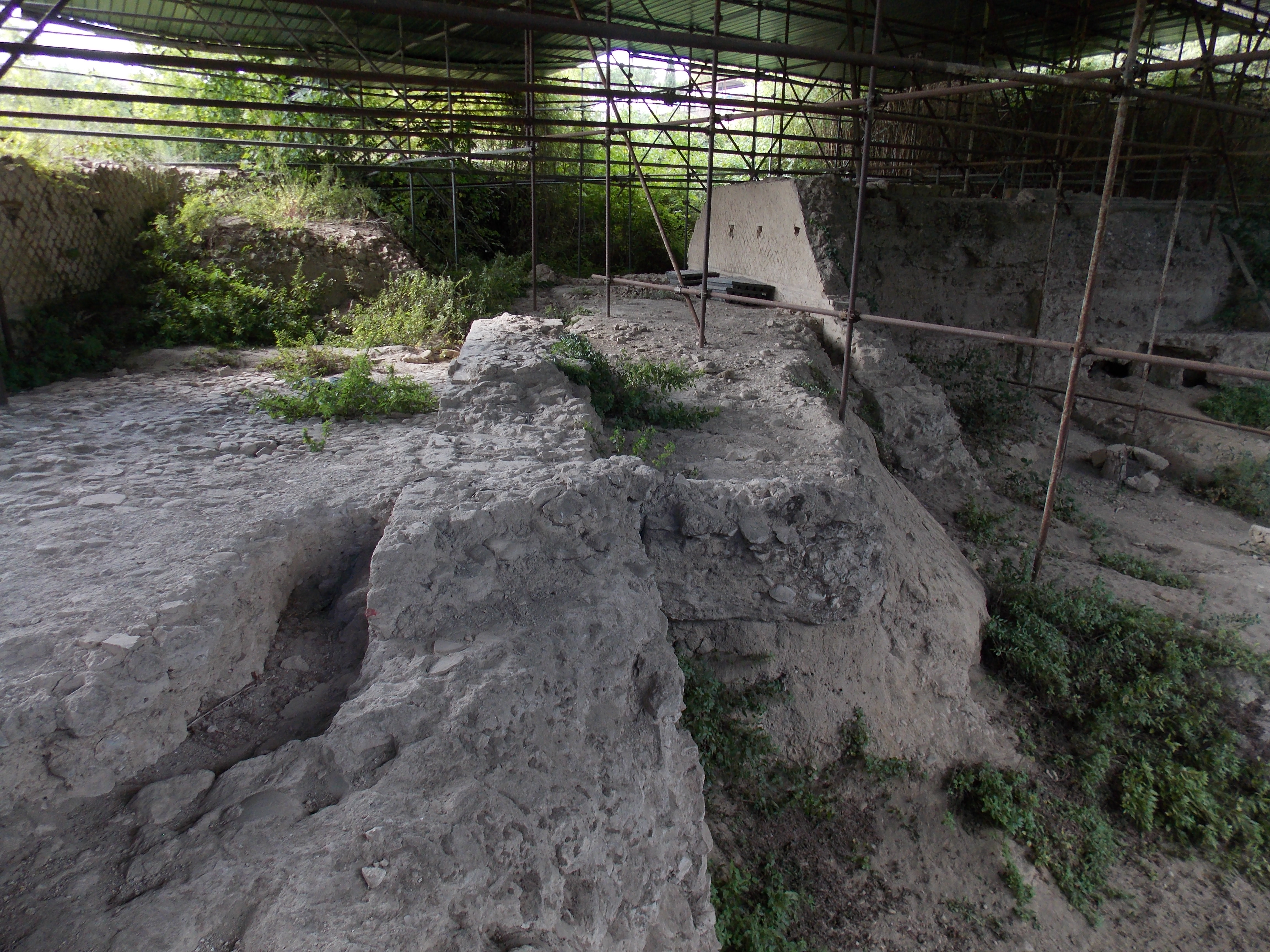
Vue des murs radiaux.

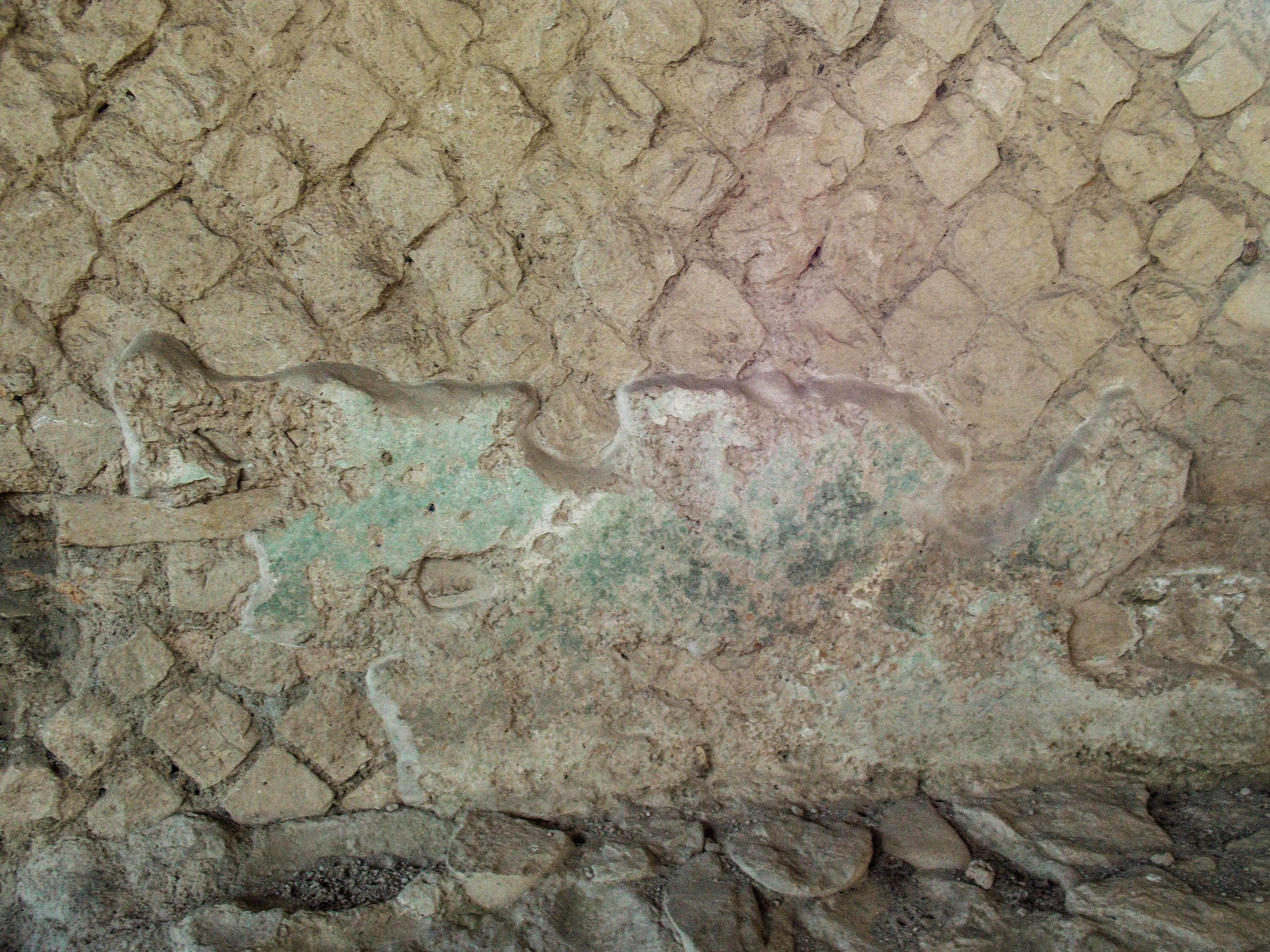
Pan de mur encore recouvert de plâtre.

L'amphithéâtre romain de Bénévent a été découvert en 1985 avec la démolition de la Maison de la Mère et de l'Enfant, construite à l'époque fasciste. Il est situé à l'extérieur des murs de la ville médiévale, dans une position adjacente à l'ancienne voie Appienne. Sa proximité avec le cryptoportique de Santi Quaranta et le quartier artisanal de Cellarulo démontre que l'ancienne ville s'étendait à l'ouest jusqu'à la rivière Calore Irpino.  Dans les années qui ont suivi la découverte, certaines fouilles exploratoires ont été menées et en 1999, le site a été acquis par la surintendance locale.
Le secteur émergé de l'amphithéâtre révèle ses fondations, qui recouvraient celles d'un bâtiment antérieur, ainsi que certaines parties surélevées du premier étage de la cavea. On distingue le mur d'enceinte à deux contreforts et des sections des murs radiaux sont conservées (huit secteurs du cycle le plus extérieur et deux du cycle le plus intérieur). Les fondations ont été coulées en coffrage, tandis que ce qui reste des murs conserve un parement en opus reticulatum de blocs de calcaire, avec ajout de rangées de tuiles brisées. Il reste également des traces du plâtre qui était censé recouvrir les murs. Aux extrémités des murs radiaux devaient se trouver des piliers en pierre calcaire, dont l'empreinte demeure. Il y a aussi un déambulatoire pavé en opus signinum. 
Les dimensions de l'amphithéâtre devaient être très grandes : d'après les reconstructions qui en ont été faites, les deux axes de son plan elliptique mesureraient 160 × 130 m. Il aurait été divisé en trois ordres pour une hauteur d'environ 25 m. 
Basé sur la technique d'insertion des rangées de tuiles, et compte tenu de la découverte d'une monnaie de Tibère près du sol, l'amphithéâtre peut être daté entre le Ier siècle av. J.-C. et le début du Ier siècle : il peut donc être l'endroit où Néron se divertissait.
Le bâtiment a dû être abandonné à la suite d'un tremblement de terre en 346 apr. J.-C. ; de plus, les ruines ont été retrouvées recouvertes d'une couche de lapilli attribuable à une éruption du Vésuve attestée en 472, ce qui démontre qu'à cette époque les couvertures n'étaient plus présentes. Une certaine réutilisation des structures avait également lieu, car le sol en ressortait incrusté de tuf et de chaux. Plus tard, la zone, désormais extra-urbaine, fut utilisée comme lieu de sépulture.
Au cours des siècles de déclin, les murs furent rasés pour éviter qu'ils ne soient réutilisés comme base par les attaquants et dépouillés : avec les matériaux de l'amphithéâtre, par exemple, les murailles de la ville furent reconstruites après la destruction effectuée par Totila en 545. On a également imaginé que les 56 colonnes identiques utilisées dans la cathédrale de Bénévent jusqu'aux bombardements de 1943 provenaient de l'amphithéâtre.

### Reliefs à sujets de gladiateurs

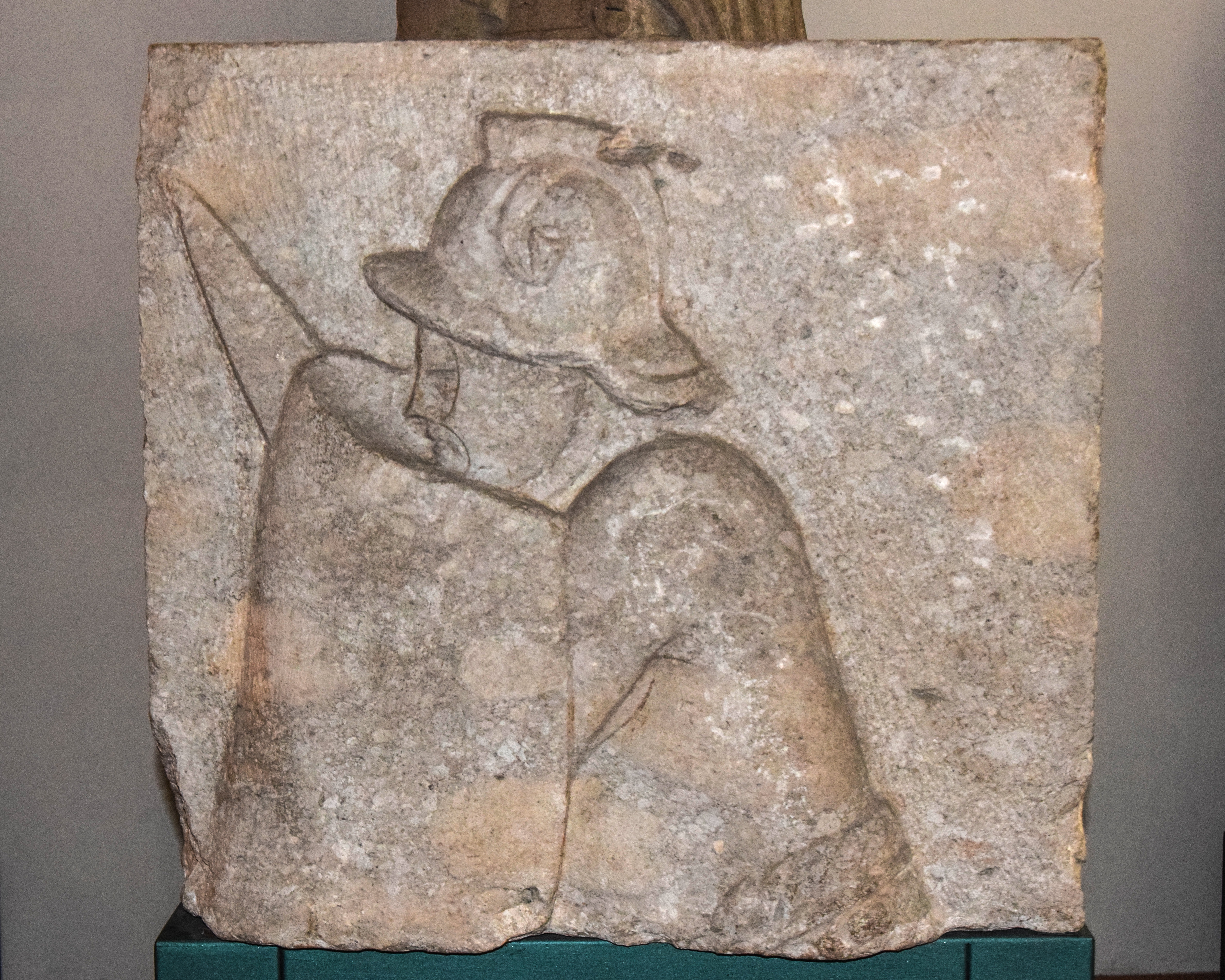
Bas-relief d'hoplomachus lors d'un combat, du Musée du Samnium.

À Bénévent, on connaît plusieurs bas-reliefs représentant des gladiateurs, datant de bien avant la découverte de l'amphithéâtre. Ce sont des fragments similaires dans le style et la datation (Ier siècle) ; ils sont généralement attribués à l'amphithéâtre, même si l'hypothèse alternative a été avancée selon laquelle ils proviendraient de monuments funéraires.
Le plus célèbre d'entre eux est l'hoplomachus représenté de profil lors d'un combat, conservé au musée du Samnium. Des visages de gladiateurs de profil sont également réutilisés dans le clocher de la cathédrale de Bénévent et dans celui de Santa Sofia. Deux autres fragments de scènes de gladiateurs ont été réutilisés sur la façade du moulin Rummo, également aujourd'hui dans le même musée. Enfin, deux jambes de gladiateurs se trouvent dans les murs d'une petite tour au sommet de la Rocca dei Rettori et d'un bâtiment de la via San Filippo.